# Sulfonylgroep

Structuurformule van de sulfonylgroep

Een sulfonylgroep is in de organische chemie een functionele groep, die gekenmerkt wordt door een zwavelatoom dat gebonden is door middel van een dubbele binding aan twee zuurstofatomen en aan twee andere, niet-gespecifieerde groepen (R en R'). De algemene formule is R-S(=O)2-R'.
De sulfonylgroep vormt de basis voor een aantal stofklassen, waaronder sulfon en sulfonanilide. Namen van stoffen die een sulfonylgroep in zich dragen, eindigen op -syl.